# Santa Cruz da Baixa Verde
Santa Cruz da Baixa Verde è un comune del Brasile nello Stato del Pernambuco, parte della mesoregione del Sertão Pernambucano e della microregione della Vale do Pajeú.